# Silla
Silla é um município da Espanha, comarca de Horta Sul, província de Valência, Comunidade Valenciana. Tem 25 km² de área e em 2021 tinha 19 211 habitantes (densidade: 768,4 hab./km²).

## Demografia
| Variação demográfica do município entre 1991 e 2004 | Variação demográfica do município entre 1991 e 2004 | Variação demográfica do município entre 1991 e 2004 | Variação demográfica do município entre 1991 e 2004 |
| --------------------------------------------------- | --------------------------------------------------- | --------------------------------------------------- | --------------------------------------------------- |
| 1991                                                | 1996                                                | 2001                                                | 2004                                                |
| 16487                                               | 16165                                               | 16208                                               | 16358                                               |